# Walter Kwok
Walter Kwok (chinesisch 郭炳湘, Pinyin Guō Bǐngxiāng, Jyutping Gwok3 Bing2soeng1, kantonesisch Kwok Ping-sheung; * 25. August 1950 in Hongkong; † 20. Oktober 2018 ebenda) war chinesischer Unternehmer und Miteigentümer sowie CEO von Sun Hung Kai Properties.

## Leben und Karriere
Walter Kwok war der älteste Sohn des Unternehmers Kwok Tak-seng (郭得勝, 1911–1990). Kwok teilte sich die Unternehmensleitung mit seinen Brüdern Thomas Kwok und Raymond Kwok. Zusammen waren sie laut der Forbes-Liste der Milliardäre mit einem Vermögen von 19,9 Mrd. US-Dollar im Jahre 2008 auf Platz 23 der reichsten Personen der Welt. 2014 gründete er seine eigene Immobiliengesellschaft, die Empire Group Holdings. Sein Vermögen wurde zuletzt von Forbes 2018 auf 8,7 Milliarden US-Dollar geschätzt. Auf der Liste der reichsten Personen Hongkongs belegte er 2018 den zehnten Platz.
Er studierte am Imperial College London, wo er mit einem Master in Bauingenieurwesen abschloss.
Walter Kwok war in zweiter Ehe mit Wendy Kwok Lee Ting-wing verheiratet, mit der er drei Kinder hatte. Zuvor war er kurz mit Lydia Ku verheiratet gewesen.
Im Februar 2008 verkündete Walter Kwok eine vorübergehende Auszeit aus der Unternehmensführung. Laut Presseberichten wurde er von seiner Mutter Siu-hing Kwon zu diesem Schritt gezwungen. Sie gab als Gründe die Berufung einer heimlichen Geliebten ihres Sohnes in die Geschäftsführung an. Da diese ihrer Meinung nach zu viel Einfluss auf ihren Sohn ausübe, wolle sie durch diesen Schritt die Familieninteressen schützen. Im selben Jahr wollten seine Brüder Walter Kwok für unzurechnungsfähig erklären, wogegen er gerichtlich vorging. Er sah es als Versuch an, ihn wegen seiner kritischen Ansichten einiger Geschäftsfelder mundtot zu machen. Walter Kwoks Platz an der Unternehmensspitze wurde seither von seiner Mutter wahrgenommen, die eine Mehrheit der Unternehmensanteile hält. 2010 wurde er als Begünstigter des Familientreuhandfonds entfernt. Später wurde er wieder aufgenommen, zog sich dafür komplett von Sun Hung Kai Properties zurück.
Ende August 2018 erlitt Kwok einen Schlaganfall, an dessen Folgen er am 20. Oktober 2018 starb.

## Entführung
1997 wurde Kwok von dem Big Spender genannten Schwerverbrecher Cheung Tze-keung entführt. Nach sechs Tagen der Gefangenschaft wurde Kwok, ohne Konsultation der Hongkonger Polizei, wieder freigelassen. Nach seiner Festnahme 1998 bestätigte Cheung Gerüchte, dass Kwoks Ehefrau Wendy ihm ein Lösegeld in Höhe von 600 Mio. Hongkong-Dollar gezahlt hatte.

## Einzelbelege
1. 1 2 3 4 5 6 7  Hong Kong property magnate Walter Kwok dies, aged 68. In: scmp.com. South China Morning Post, 20. Oktober 2018, abgerufen am 20. Oktober 2018 (englisch).
2. 1 2  
穆志宾、柴娜 – MU Zhibin, CHAI Na: 香港十大企家财富传奇. – Legenden der zehn reichsten Hongkonger Unternehmer. 1. Auflage. 时事出版社 – Current Affairs Press, Peking 2011, ISBN 978-7-80232-384-1, 第五章 – 郭炳湘、郭炳江、郭炳联—家族企业的豪门恩怨 – „Kapiel 5 – Walter, Thomas and Raymond Kwok – Gunst und Neid im Familienunternehmen einer reichen mächtigen Familie“ (chinesisch, Volltext in der Google-Buchsuche – Autorname mittels Pinyin-Umschrift erzeugt und muss nicht der amtliche Namensschreibung des Autors entsprechen).
3. ↑  Special Report – The World's Billionaires. In: forbes.com. Forbes, 3. Mai 2008, abgerufen am 5. Juni 2020 (englisch, Die Forbes Liste 2008 – Gebrüder Kwok, Platz 23, Seite 1).
4. ↑  Staff reporter: Lover feud splits Kwok brothers (Memento vom 11. Dezember 2008 im Internet Archive). In: thestandard.com.hk, The Standard (Hongkong), abgerufen am 5. Juni 2020. (englisch)
5. ↑  ONG, Hwee Hwee: 5 things about Sun Hung Kai's Kwok brothers and Hong Kong's biggest corruption trial. In: straitstimes.com. The Straits Times, 8. Mai 2014, abgerufen am 5. Juni 2020 (englisch, Kwoks Wechsel an der Unternehmensspitze nach dessen Vater Kwok Tak-sengs Tod in Oktober 1990).
6. ↑  
郭炳湘逝世 – Walter Kwok verstorben. In: orientaldaily.on.cc. Oriental Daily News, 21. Oktober 2018, abgerufen am 5. Juni 2020 (chinesisch).
7. ↑  Erick Ko and AFP: Tough guy, likeable rogue (Memento vom 8. Februar 2009 im Internet Archive). In: thestandard.com.hk, The Standard (Hongkong), abgerufen am 5. Juni 2020. (englisch)
8. ↑  
Taylor Nicole Rogers: Boardroom battles, bribery, and kidnapping: Meet Hong Kong's richest family, who has lost over $2 billion since the protests began. In: businessinsider.com. Business Insider, 4. September 2019, abgerufen am 5. Juni 2020 (englisch).

| Personendaten    | Personendaten |
| ---------------- | --- |
| NAME             | Kwok, Walter |
| ALTERNATIVNAMEN  | Kwok, Walter Ping-sheung (vollständiger Name); Kwok, Ping-sheung (kantonesisch); 郭炳湘 (chinesisch, Lang- und Kurzzeichen) |
| KURZBESCHREIBUNG | chinesischer Unternehmer und CEO von Sun Hung Kai Properties                                                                |
| GEBURTSDATUM     | 25. August 1950 |
| GEBURTSORT       | Hongkong |
| STERBEDATUM      | 20. Oktober 2018 |
| STERBEORT        | Hongkong |